# پرچم نوا اسکوشیا
پرچم نوا اسکوشیا در ۳ فوریه ۱۸۵۸ پذیرفته شد.